# Operace Jicchak

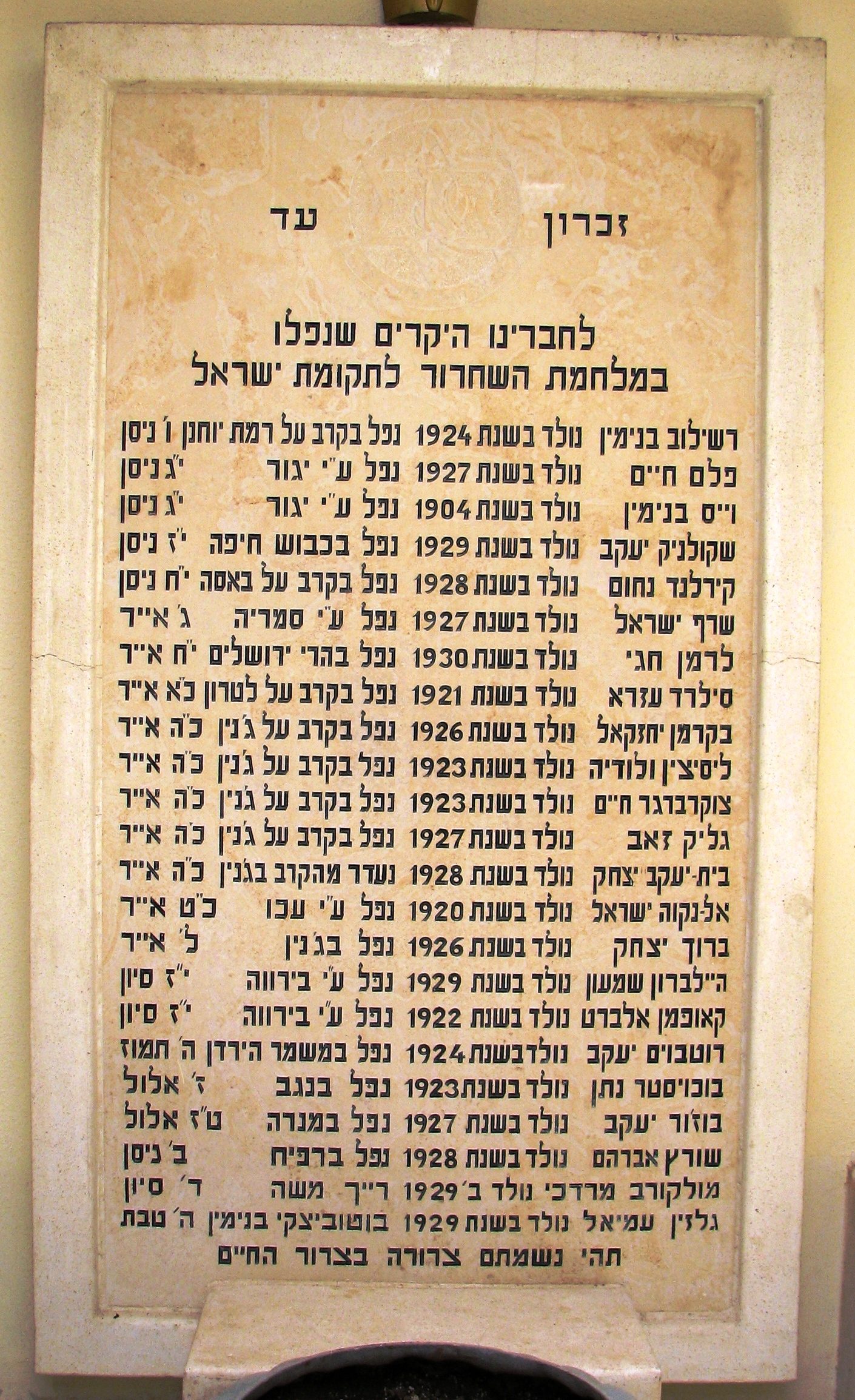
Pamětní deska padlých Židů z města Nešer z války roku 1948 včetně obětí operace v Dženínu

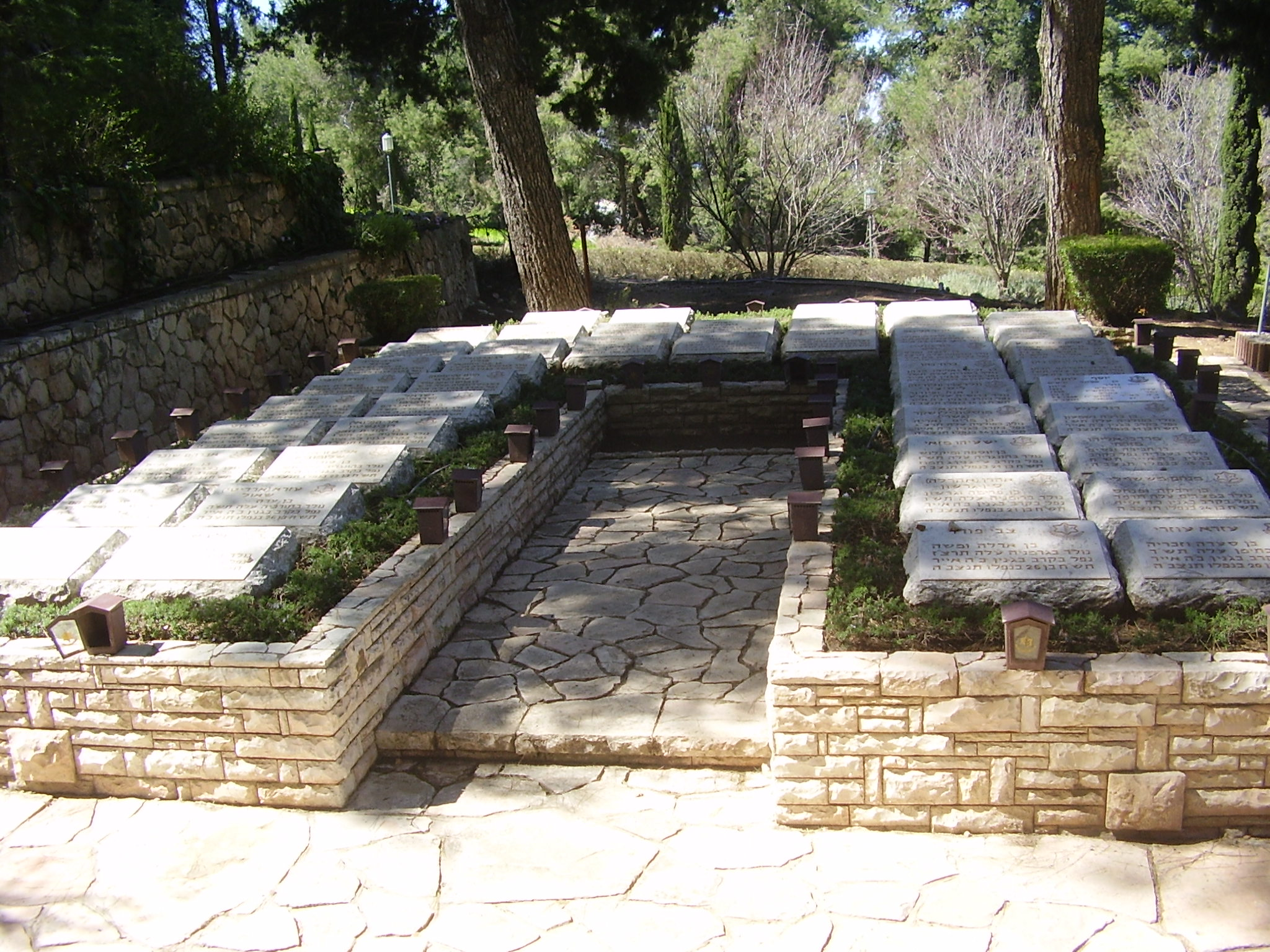
Hromadný hrob padlých Židů při operaci v Dženínu na Herzlově hoře

Operace Jicchak (hebrejsky: מבצע יצחק, Mivca Jicchak, doslova Operace Izák, nazýváno též Bitva o Dženín, הקרב על ג'נין) byla vojenská akce provedená během první arabsko-izraelské války počátkem června 1948, těsně po vzniku státu Izrael, izraelskou armádou. Byla směřována proti městu Dženín a měla umožnit izraelskou invazi do centrálních oblastí Samařska, ale skončila neúspěchem. Navazovala na úspěšnou Operaci Erez.
Na přelomu května a června 1948 uspěla Brigáda Golani při Operaci Erez, při které dobyla pohoří Gilboa a jižní okraj Jizre'elského údolí včetně strategických arabských lokalit jako vesnice Zir'in (dnes poblíž stojí židovská vesnice Jizre'el) a Ladžun nebo Megido. Izraelská armáda si tím otevřela nástupní prostor pro útok do Samařska a proti městu Dženín.
Operace byla součástí širší akce, kterou chtěl Izrael čelit hrozbě tlaku arabských invazních armád z nitra Samařska směrem k břehům Středozemního moře u města Netanja, kde v té době hrozilo přetržení izraelského území na dvě části. Brigáda Golani měla společně s Brigádou Karmeli, kterým velel Moše Karmel (vlastní Brigádě Karmel velel Mordechaj Maklef), zaútočit od severu na Dženín, zatímco Brigáda Alexandroni měla provést úhybný manévr od mořského pobřeží, směrem k východu skrz údolí Vádí Ara. Útok Brigády Golani zpočátku přinesl v rámci Operace Erez úspěch a podle plánu nyní z jejích pozic nastupovala proti Dženínu v rámci Operace Jicchak Brigáda Karmeli, která město skutečně ráno 3. června 1948 dobyla. Jenže rychlý nástup arabských posil z řad irácké armády a neschopnost Brigády Alexandroni spustit vážný útok od západu vedly k nutnosti Izraelců stáhnout se z Dženínu. V horku, bez spolehlivých zásobovacích tras a pod palbou Arabů totiž nebyli schopni se dlouhodobě udržet na tomto území. Moše Karmel doporučil generálnímu štábu armády, že pokračování v okupaci Dženínu je možné jen za podmínky paralelního významného útoku Brigády Alexandroni od západu, na arabské město Tulkarm. Při absenci takové ofenzívy se Izraelci z Dženínu za velkých ztrát stáhli. Podle Chajima Herzoga byla chyba na straně velení Brigády Alexandroni, které chyběla představivost a agresivní přístup k boji. Neúspěch Operace Jicchak předurčil v letech 1949-1967 trasu linie příměří, takzvané Zelené linie, včetně nevýhodně úzkého izraelského pobřežního pásu a naopak horského hřbetu Samařska ovládaného Araby.